# Amorphophallus elliottii
Amorphophallus elliottii är en kallaväxtart som beskrevs av Joseph Dalton Hooker. Amorphophallus elliottii ingår i släktet Amorphophallus och familjen kallaväxter. Inga underarter finns listade.